# ان‌جی‌سی ۶۳۹۷
ان‌جی‌سی ۶۳۹۷ (انگلیسی: NGC 6397) (همچنین با نام کالدول ۸۶ شناخته می‌شود) یک خوشه ستاره‌ای کروی در صورت فلکی آتشدان است که توسط ستاره‌شناس فرانسوی نیکولاس-لوئی دو لاکای در سال ۱۷۵۲ کشف شد.خوشهٔ ان‌جی‌سی ۶۳۹۷ در فاصلهٔ ۷۸۰۰ سال نوری از زمین واقع شده است، که آن را به یکی از دو خوشهٔ کروی نزدیک به زمین تبدیل می‌کند (که دیگری مسیه ۴ است). این خوشه شامل حدود ۴۰۰٬۰۰۰ ستاره است و با چشم غیرمسلح تحت شرایط مشاهده خوب قابل مشاهده است.
ان‌جی‌سی ۶۳۹۷ یکی از دست کم ۲۰ خوشهٔ کروی کهکشان راه شیری است که دچار فروپاشی هسته‌ای شده است، به این معنی که هسته به یک تجمع ستاره‌ای بسیار متراکم منقبض شده است.